# Savage Mode
Savage Mode — совместный мини-альбом атлантского рэпера 21 Savage и американского продюсера Metro Boomin. Он был выпущен 15 июля 2016 года. EP получил признание критиков, журнал Rolling Stone включил его в свой список 40 лучших рэп-альбомов 2016 года. Продолжение альбома Savage Mode II было выпущено 2 октября 2020 года и также было одобрено рецензентами.

## Критика
Журнал Pitchfork назвал альбом «сильным и мрачным». Complex назвал работу «маленьким шедевром в области саунд-дизайна» отметив что «несмотря на другое творчество Savage Mode II альбом граничит с эмбиентом».

## Песни
| №                   | Название               | Автор(ы)                                                  | Продюсер(ы)                    | Длительность |
| ------------------- | ---------------------- | --------------------------------------------------------- | ------------------------------ | ------------ |
| 1.                  | «No Advance»           | Shayaa Joseph Leland Wayne                                | Metro Boomin                   | 4:36         |
| 2.                  | «No Heart»             | Joseph Wayne Joshua Luellen Kevin Gomringer Tim Gomringer | Metro Boomin Southside Cubeatz | 3:55         |
| 3.                  | «X» (featuring Future) | Joseph Wayne Nayvadius Wilburn                            | Metro Boomin 21 Savage         | 4:18         |
| 4.                  | «Savage Mode»          | Joseph Wayne                                              | Metro Boomin                   | 4:09         |
| 5.                  | «Bad Guy»              | Joseph Wayne Sonny Uwaezuoke                              | Metro Boomin Sonny Digital     | 2:49         |
| 6.                  | «Real Nigga»           | Joseph Wayne                                              | Metro Boomin                   | 3:05         |
| 7.                  | «Mad High»             | Joseph Wayne                                              | Metro Boomin                   | 3:00         |
| 8.                  | «Feel It»              | Joseph Wayne Xavier Dotson                                | Metro Boomin Zaytoven          | 2:43         |
| 9.                  | «Ocean Drive»          | Joseph Wayne Luellen Robert Mandell                       | Metro Boomin Southside G Koop  | 3:47         |
| Общая длительность: | Общая длительность:    | Общая длительность:                                       | Общая длительность:            | 32:22        |